# Антунович, Желька
Желька Антунович (хорв. Željka Antunović, род. 15 сентября 1955, Вировитица, СР Хорватия, СФРЮ) — хорватский левоцентристский политический деятель, в 2000—2008 гг. — заместитель председателя Социал-демократической партии Хорватии, крупнейшей оппозиционной партии страны.

## Жизнеописание
Вышла на политическую сцену в 1990 году, когда вступила в левоцентристскую партию Социал-демократы Хорватии (СДХ), образовавшейся после утверждения демократии по всей Югославии и изначально была основным соперником СДП, которая, в свою очередь, возникла из социал-демократической фракции Союза коммунистов Хорватии. Однако, после провальных результатов на парламентских выборах, СДХ приняла предложение СДП об объединении, которое и произошло в 1994 году, Таким образом оказавшись в СДП, Антунович постепенно поднималась по её служебной лестнице.
В 1993—1995 и 1997—1998 гг. была депутатом загребской скупщины. Избиралась депутатом хорватского парламента в четырёх созывах (в 1995, 2000, 2003 и 2008 годах). На партийной конференции в 2000 году Желько Антунович избрана заместителем председателя СДП. С 2000 по 2003 год занимала должность заместителя премьер-министра по социальным вопросам и правам человека в правительстве Ивицы Рачан, возглавляя Правительственную комиссию по правам человека и гендерного равенства, а с 2002 по 2003 год занимала должность министра обороны.
31 января 2007 Ивица Рачан объявил, что временно уходит из политики по состоянию здоровья. Антунович взяла на себя председательство в партии, а 11 апреля, после дальнейшего ухудшения здоровья, Рачан ушёл с поста лидера партии, оставив Антунович как председателя СДП до ближайшего партийного съезда.
Антунович баллотировалась на пост партийного председателя на съезде партии 2 июня 2007 г. вместе с Миланом Бандичем, Зораном Милановичем и Тонино Пицулой. Во втором туре голосования её обошёл Зоран Миланович. 15 марта 2008 на заседании Главного комитета партии она подала в отставку с должности заместителя председателя СДП из-за недовольства методами работы главы Зорана Милановича, в частности, из-за «нарушения единства внутри партии» и отношения СДП к потенциальным партнёрам по коалиции.